# Olympische Sommerspiele 1964/Leichtathletik – 200 m (Frauen)
Der 200-Meter-Lauf der Frauen bei den Olympischen Spielen 1964 in Tokio wurde am 18. und 19. Oktober 1964 im Olympiastadion Tokio ausgetragen. 36 Athletinnen nahmen teil.
Olympiasiegerin wurde die US-Amerikanerin Edith McGuire vor der Polin Irena Kirszenstein. Bronze ging an die Australierin Marilyn Black.
Drei Deutsche und eine Österreicherin gingen an den Start, Athletinnen aus der Schweiz und Liechtenstein nahmen nicht teil. Jutta Heine wurde im fünften Vorlauf disqualifiziert. Erika Pollmann schied wie auch die Österreicherin Inge Aigner im Vorlauf aus, Heilwig Jacob erreichte das Halbfinale und schied dort als Siebte ihres Laufes aus.

## Rekorde

### Bestehende Rekorde

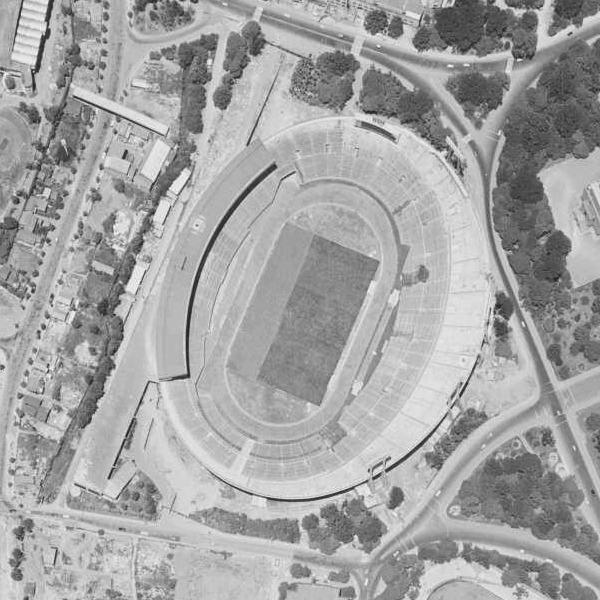
Luftaufnahme des Olympiastadions im Jahr 1963

| Weltrekord         | 22,9 s | Wilma Rudolph ( USA)           | Corpus Christi, USA     | 9. Juli 1960                                |
| Weltrekord         | 22,9 s | Margaret Burvill ( Australien) | Perth, Australien       | 22. Februar 1964 – über 220 yds = 201,168 m |
| Olympischer Rekord | 23,2 s | Wilma Rudolph ( USA)           | Vorlauf OS Rom, Italien | 3. September 1960                           |

### Rekordverbesserung
Die US-amerikanische Olympiasiegerin Edith McGuire verbesserte den bestehenden olympischen Rekord im Finale am 19. Oktober bei einem Rückenwind von 0,80 m/s um zwei Zehntelsekunden auf 23,0 s. Den Weltrekord verfehlte sie nur um eine Zehntelsekunde.

## Durchführung des Wettbewerbs
36 Athletinnen traten am 18. Oktober zu insgesamt sechs Vorläufen an. Die jeweils zwei besten Starterinnen – hellblau unterlegt – qualifizierten sich für das Halbfinale am selben Tag, dazu kamen noch die vier Zeitschnellsten – hellgrün unterlegt – aus allen Vorläufen. Aus dem Halbfinale erreichten die jeweils besten vier Läuferinnen – wiederum hellblau unterlegt – das Finale am 19. Oktober.

## Zeitplan
18. Oktober, 10:00 Uhr: Vorläufe

18. Oktober, 14:25 Uhr: Halbfinale

19. Oktober, 14:40 Uhr: Finale
Anmerkung: Alle Zeiten sind in Ortszeit Tokio (UTC + 9) angegeben.

## Vorläufe
Datum: 18. Oktober 1964, ab 10:00 Uhr
Wetterbedingungen: regnerisch, 14–15 °C, Luftfeuchtigkeit ca. 95 %

### Vorlauf 1
Wind: +4,97 m/s
| Platz | Name            | Nation           | Offizielle Zeit handgestoppt | Inoffizielle Zeit elektronisch |
| ----- | --------------- | ---------------- | ---------------------------- | ------------------------------ |
| 1     | Janet Simpson   | Großbritannien   | 24,0 s                       | 24,06 s                        |
| 2     | Eva Lehocká     | Tschechoslowakei | 24,2 s                       | 24,30 s                        |
| 3     | Joyce Bennett   | Australien       | 24,3 s                       | 24,34 s                        |
| 4     | Michèle Lurot   | Frankreich       | 24,7 s                       | 24,75 s                        |
| 5     | Erzsébet Bartos | Ungarn           | 24,9 s                       | 24,90 s                        |
| 6     | Esperanza Girón | Mexiko           | 25,3 s                       | k. A.                          |
| DNS   | Halina Herrmann | Polen            |                              |                                |

### Vorlauf 2
Wind: +3,44 m/s
| Platz | Name                  | Nation      | Offizielle Zeit handgestoppt | Inoffizielle Zeit elektronisch |
| ----- | --------------------- | ----------- | ---------------------------- | ------------------------------ |
| 1     | Miguelina Cobián      | Kuba        | 23,8 s                       | 23,89 s                        |
| 2     | Barbara Sobotta       | Polen       | 24,1 s                       | 24,19 s                        |
| 3     | Irene Piotrowski      | Kanada      | 24,4 s                       | 24,47 s                        |
| 4     | Inge Aigner           | Österreich  | 24,7 s                       | 24,77 s                        |
| 5     | Susana Ritchie        | Argentinien | 24,7 s                       | 24,79 s                        |
| DNS   | Margit Nemesházi      | Ungarn      |                              |                                |
| DNS   | Ulla-Britt Wieslander | Schweden    |                              |                                |

### Vorlauf 3
Wind: +3,03 m/s
| Platz | Name             | Nation      | Offizielle Zeit handgestoppt | Inoffizielle Zeit elektronisch |
| ----- | ---------------- | ----------- | ---------------------------- | ------------------------------ |
| 1     | Margaret Burvill | Australien  | 24,2 s                       | 24,22 s                        |
| 2     | Heilwig Jacob    | Deutschland | 24,2 s                       | 24,23 s                        |
| 3     | Galina Gaida     | Sowjetunion | 24,4 s                       | 24,45 s                        |
| 4     | Debbie Thompson  | USA         | 24,6 s                       | 24,62 s                        |
| 5     | Irene Muyanga    | Uganda      | 27,6 s                       | k. A.                          |
| DNS   | Clarice Ahanotu  | Nigeria     |                              |                                |
| DNS   | Jean Mitchell    | Panama      |                              |                                |

### Vorlauf 4
Wind: +0,98 m/s
| Platz | Name                  | Nation         | Offizielle Zeit handgestoppt | Inoffizielle Zeit elektronisch |
| ----- | --------------------- | -------------- | ---------------------------- | ------------------------------ |
| 1     | Ljudmila Samotjossowa | Sowjetunion    | 23,8 s                       | 23,86 s                        |
| 2     | Dorothy Hyman         | Großbritannien | 24,0 s                       | 24,02 s                        |
| 3     | Vivian Brown          | USA            | 24,1 s                       | 24,17 s                        |
| 4     | Louise Sydranski      | Israel         | 24,6 s                       | 24,86 s                        |
| 5     | Adlin Mair            | Jamaika        | 25,0 s                       | k. A.                          |
| 6     | Kusolwan Sorut        | Thailand       | 26,1 s                       | k. A.                          |
| 7     | Marcela Daniel        | Panama         | 26,6 s                       | k. A.                          |

### Vorlauf 5
Wind: +2,86 m/s
| Platz | Name          | Nation      | Offizielle Zeit handgestoppt | Inoffizielle Zeit elektronisch |
| ----- | ------------- | ----------- | ---------------------------- | ------------------------------ |
| 1     | Edith McGuire | USA         | 23,4 s                       | 23,47 s                        |
| 2     | Marilyn Black | Australien  | 23,7 s                       | 23,78 s                        |
| 3     | Una Morris    | Jamaika     | 24,2 s                       | 24,24 s                        |
| 4     | Mona Sulaiman | Philippinen | 25,4 s                       | k. A.                          |
| 5     | Song Yang-ja  | Südkorea    | 26,5 s                       | k. A.                          |
| DSQ   | Jutta Heine   | Deutschland | zwei Fehlstarts              | zwei Fehlstarts                |
| DNS   | Marija Itkina | Sowjetunion |                              |                                |

### Vorlauf 6
Wind: +4,09 m/s
| Platz | Name               | Nation         | Offizielle Zeit handgestoppt | Inoffizielle Zeit elektronisch |
| ----- | ------------------ | -------------- | ---------------------------- | ------------------------------ |
| 1     | Irena Kirszenstein | Polen          | 23,8 s                       | 23,82 s                        |
| 2     | Daphne Arden       | Großbritannien | 24,2 s                       | 24,21 s                        |
| 3     | Doreen Porter      | Neuseeland     | 24,2 s                       | 24,24 s                        |
| 4     | Erika Pollmann     | Deutschland    | 24,4 s                       | 24,44 s                        |
| 5     | Makiko Izawa       | Japan          | 25,4 s                       | k. A.                          |
| 6     | Delceita Oakley    | Panama         | 26,2 s                       | k. A.                          |
| 7     | Yeh Chu-mei        | Taiwan         | 27,1 s                       | k. A.                          |

## Halbfinale
Datum: 18. Oktober 1964, ab 14:25 Uhr
Wetterbedingungen: regnerisch, ca. 14 °C, Luftfeuchtigkeit ca. 97 %

### Lauf 1
Wind: +0,91 m/s
| Platz | Name               | Nation           | Offizielle Zeit handgestoppt | Inoffizielle Zeit elektronisch |
| ----- | ------------------ | ---------------- | ---------------------------- | ------------------------------ |
| 1     | Edith McGuire      | USA              | 23,3 s                       | 23,37 s                        |
| 2     | Irena Kirszenstein | Polen            | 23,6 s                       | 23,62 s                        |
| 3     | Janet Simpson      | Großbritannien   | 23,7 s                       | 23,75 s                        |
| 4     | Daphne Arden       | Großbritannien   | 24,0 s                       | 24,01 s                        |
| 5     | Margaret Burvill   | Australien       | 24,3 s                       | k. A.                          |
| 6     | Eva Lehocká        | Tschechoslowakei | 24,5 s                       | k. A.                          |
| 7     | Joyce Bennett      | Australien       | 24,7 s                       | k. A.                          |
| DSQ   | Miguelina Cobián   | Kuba             |                              |                                |

### Lauf 2

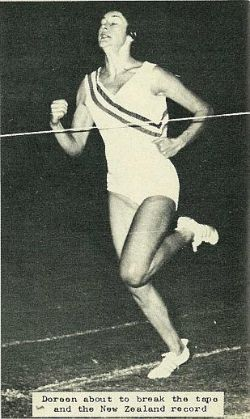
Doreen Porter – ausgeschieden als Sechste des zweiten Halbfinals

Wind: +3,24 m/s
| Platz | Name                  | Nation         | Offizielle Zeit handgestoppt | Inoffizielle Zeit elektronisch |
| ----- | --------------------- | -------------- | ---------------------------- | ------------------------------ |
| 1     | Marilyn Black         | Australien     | 23,4 s                       | 23,42 s                        |
| 2     | Ljudmila Samotjossowa | Sowjetunion    | 23,7 s                       | 23,74 s                        |
| 3     | Una Morris            | Jamaika        | 23,7 s                       | 23,77 s                        |
| 4     | Barbara Sobotta       | Polen          | 23,7 s                       | 23,78 s                        |
| 5     | Dorothy Hyman         | Großbritannien | 23,7 s                       | 23,78 s                        |
| 6     | Doreen Porter         | Neuseeland     | 24,0 s                       | 24,03 s                        |
| 7     | Heilwig Jacob         | Deutschland    | 24,1 s                       | 24,10 s                        |
| 8     | Vivian Brown          | USA            | 24,3 s                       | 24,39 s                        |

## Finale

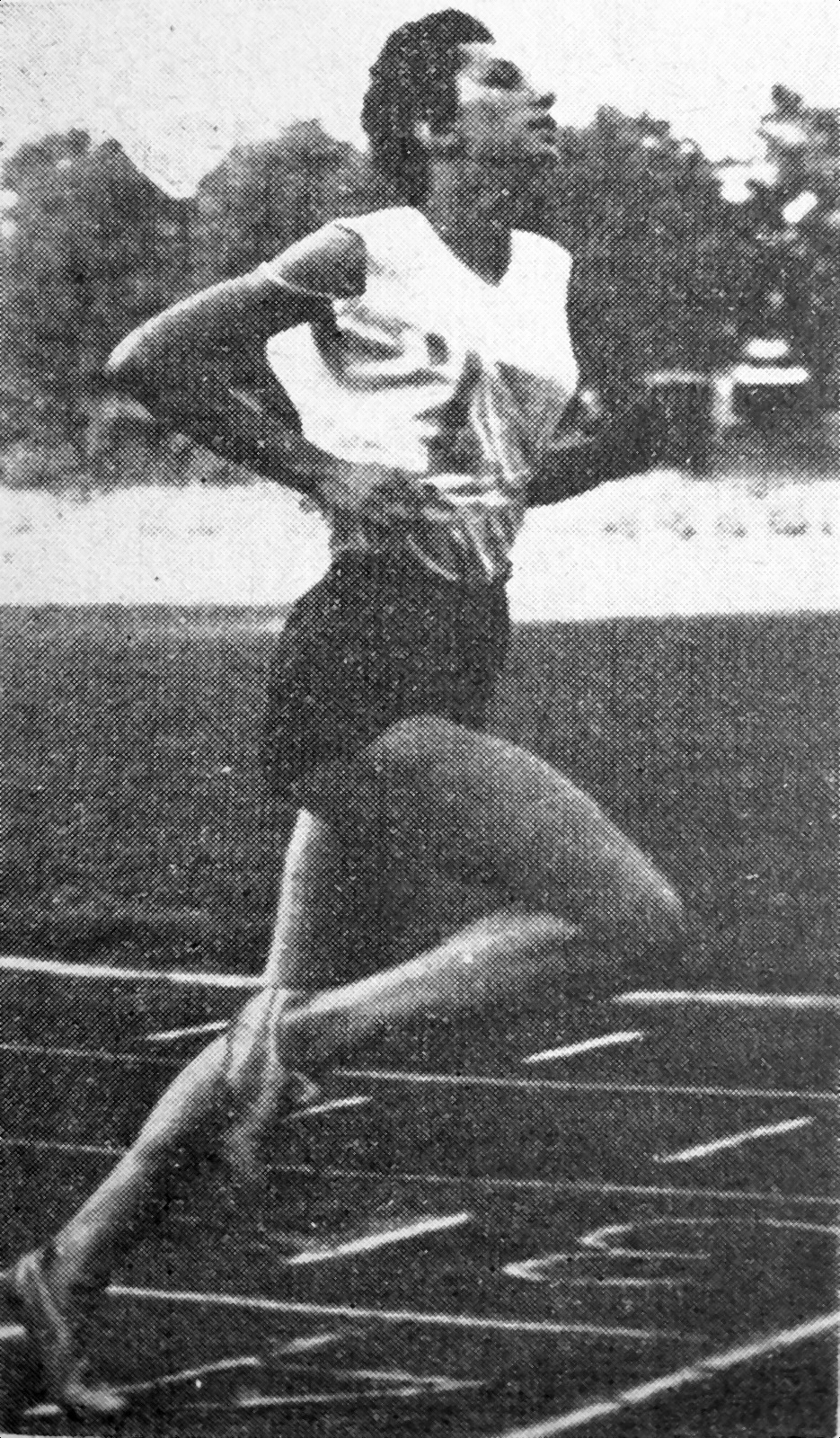
Mit Silber gewann Irena Kirszenstein, spätere Irena Szewińska, die erste olympische Medaille in ihrer langen erfolgreichen Laufbahn

Datum: 19. Oktober 1964, 14:40 Uhr

Wind: +0,80 m/s
Wetterbedingungen: heiter, ca. 19 °C, Luftfeuchtigkeit ca. 40 %
| Platz | Name                  | Nation         | Offizielle Zeit handgestoppt | Inoffizielle Zeit elektronisch |
| ----- | --------------------- | -------------- | ---------------------------- | ------------------------------ |
| 1     | Edith McGuire         | USA            | 23,0 s OR                    | 23,05 s                        |
| 2     | Irena Kirszenstein    | Polen          | 23,1 s000                    | 23,13 s                        |
| 3     | Marilyn Black         | Australien     | 23,1 s000                    | 23,18 s                        |
| 4     | Una Morris            | Jamaika        | 23,5 s000                    | 23,58 s                        |
| 5     | Ljudmila Samotjossowa | Sowjetunion    | 23,5 s000                    | 23,59 s                        |
| 6     | Barbara Sobotta       | Polen          | 23,9 s000                    | 23,97 s                        |
| 7     | Janet Simpson         | Großbritannien | 23,9 s000                    | 23,98 s                        |
| 8     | Daphne Arden          | Großbritannien | 24,0 s000                    | 24,01 s                        |

Im Finale ging die Australierin Marilyn Black nach einem sehr guten Start in Führung, doch schnell kam die US-Läuferin Edith McGuire auf. Als es in die Zielgerade ging, lag McGuire klar vorn und verteidigte ihren Vorsprung bis ins Ziel. So wurde sie nach Platz zwei über 100 Meter jetzt Olympiasiegerin auf der doppelt so langen Sprintstrecke. Hinter ihr gab es einen engen Kampf um die Silbermedaille zwischen der Polin Irena Kirszenstein, spätere Irena Szewińska, und Marilyn Black, den die Polin knapp für sich entschied.
Die Zeiten in diesem Rennen waren ausgezeichnet. Edith McGuire verbesserte Wilma Rudolphs olympischen Rekord um zwei Zehntelsekunden. Auch Irena Kirszenstein und Marilyn Black blieben noch unter dem alten Rekord. Den Weltrekord verfehlte die Siegerin nur um eine Zehntelsekunde.
Irena Kirszenstein gewann die erste polnische Medaille über 200 Meter der Frauen.

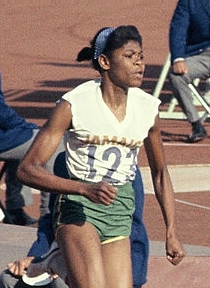
Die viertplatzierte Una Morris
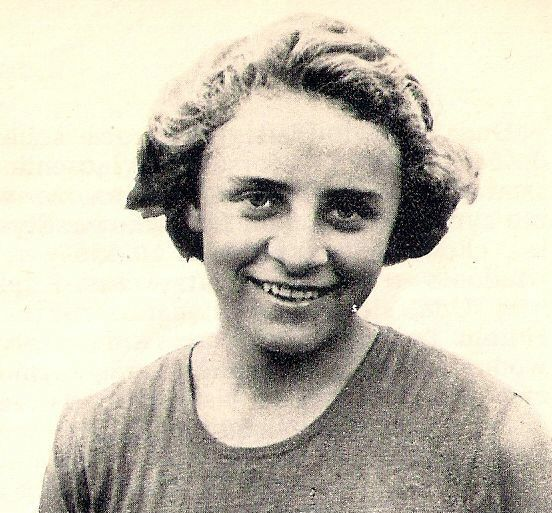
Barbara Sobotta belegte Rang sechs